# Yngvi
Yngvi (en proto-germanique : Ingwaz, en vieux haut allemand : Ingwin, en vieil anglais : Ingƿine) est une divinité nordique, fils du dieu Freyr et de la géante Gerd.
Il est le progéniteur légendaire de la lignée Ynglingar de la dynastie royale médiévale suédoise.

## Étymologie
Parfois employé au sens de roi ou prince, l'étymologie d'Yngvi est très débattue et son nom composé Yngvi-Freyr désigne le fils de Njörd. Le nom Ynglingar est un patronyme en -ling d'Yingvi et signifie « descendants d'Yngvi ».
Le vieux norrois Yngvi ainsi que le vieux haut allemand Inguin et le vieil anglais Ingƿine sont tous dérivés du proto-germanique Ingwaz. Les changements sonores en proto-germanique tardif ont transformé Ingwaz en Ingwi(z) au nominatif et Ingwin à l'accusatif. Son épithète Fraujaz apparaît dans les composés du vieux norrois Ingvifreyr et Ingunarfreyr . Dans Beowulf, nous voyons Hrothgar appelé (OE) fréa inguina, ce qui signifie « Seigneur des Inguins », c'est-à-dire seigneur des Ingvaeones, les « amis d'Ing ». Cela indique fortement que les deux divinités, Ing et Freyr, sont en effet les mêmes. Cependant, il est également possible qu'Ing et Freyr soient des personnes distinctes parce qu'ils ont des pères différents. Le père d'Ing est Mannus. Le père de Freyr est Njörðr. Les Ingvaeones, qui occupent un territoire à peu près équivalent au Danemark moderne, à la Frise, à l'Allemagne du Nord (en) et aux Pays-Bas au tournant du millénaire, sont mentionnés par Pline l'Ancien dans son Histoire naturelle comme l'une des « cinq tribus germaniques ». Tacite affirme leur descendance des trois fils de Mannus ou Mannaz apparenté à Manu dans l'hindouisme, le « premier homme ». D'autres noms qui conservent le théonyme sont Inguiomerus ou Ingemar et Yngling, nom d'une ancienne dynastie scandinave.

## Biographie
Dans la mythologie nordique, Yngvi, également orthographié Yngve, est l'ancêtre de la lignée Ynglingar, une dynastie légendaire de rois suédois, dont les premiers rois norvégiens historiques prétendent également descendre. Yngvi est un nom du dieu Freyr, peut-être le vrai nom de Freyr, car Freyr signifie « seigneur » et a probablement évolué à partir d'une invocation commune du dieu.
Dans le Íslendingabók (écrit au début du XIIIe siècle par le prêtre islandais Ari Þorgilsson) Yngvi Tyrkja konungr « Yngvi roi de Turquie » apparaît comme le père de Njörðr qui à son tour est le père d'Yngvi-Freyr, ancêtre des Ynglings. Selon la saga Skjöldunga (une épopée perdue de 1180 à 1200, conservée seulement partiellement dans d'autres sagas et des traductions ultérieures), Odin est venu d'Asie et a conquis l'Europe du Nord. Il donna la Suède à son fils Yngvi et le Danemark à son fils Skjöldr . Depuis lors, les rois de Suède furent appelés Ynglings et ceux du Danemark Skjöldungs.
Dans la Gesta Danorum (fin du XIIe siècle, par Saxo Grammaticus) et dans la saga Ynglinga (vers 1225, par Snorri Sturluson), Freyr est un roi de Suède,. Dans la saga Ynglinga, Yngvi-Freyr a succédé à son père Njörðr qui avait – dans cette variante – succédé à Odin. Dans l'Historia Norwegiæ (écrite vers 1211), en revanche, Ingui est le premier roi de Suède, et le père d'un certain Néorth, à son tour père de Froyr.
Dans l'introduction de son Edda (initialement composée vers 1220), Snorri Sturluson affirme à nouveau qu'Odin régnait en Suède et raconte : « Odin avait avec lui un de ses fils appelé Yngvi, qui fut roi en Suède après lui ; et ces maisons viennent de lui qui sont nommées Ynglings. » Snorri n'identifie pas ici Yngvi et Freyr, bien que Freyr apparaisse occasionnellement ailleurs comme un fils d'Odin au lieu d'un fils de Njörðr.
Dans la section Skáldskaparmál de son Edda, Snorri fait intervenir l'ancien roi Halfdan le Vieux, père de neuf fils dont les noms sont tous des mots signifiant « roi » ou « seigneur » en vieux norrois, ainsi que de neuf autres fils qui sont les ancêtres de diverses lignées royales, dont « Yngvi, de qui descendent les Ynglings ». Mais assez curieusement, Snorri enchaîne immédiatement avec des informations sur ce qui doit être quatre autres personnages qui ne sont pas les fils de Halfdan mais qui ont également engendré des dynasties, et nomme le premier d'entre eux à nouveau comme « Yngvi, de qui descendent les Ynglings ». Dans le récit connexe des « Généalogies » d'Ættartolur joint au byggðist de Hversu Noregr, le nom Skelfir apparaît à la place d'Yngvi dans la liste des fils de Halfdan.
La section Ynglinga Saga du Heimskringla de Snorri (vers 1230) présente un deuxième Yngvi, fils d' Alrekr, qui est un descendant d'Yngvi-Freyr et qui partageait la royauté suédoise avec son frère Álf (voir Yngvi et Alf),.

## Alphabet runique
Il est à l'origine du nom de la rune Ingwaz.

## Famille

### Mariage et enfants
Il est le père de :
- Fjölnir.